# ريمون هيغز
ريمون هيغز (بالإنجليزية: Raymond Higgs) هو منافس ألعاب قوى باهاماسي، ولد في 24 يناير 1991 في فريبورت في باهاماس.

## وصلات خارجية
- ريمون هيغز على موقع الاتحاد الدولي لألعاب القوى (الإنجليزية)
- ريمون هيغز على موقع TFRRS.org (الإنجليزية)
- ريمون هيغز على موقع أوليمبيديا (الإنجليزية)